# Myiornis atricapillus
Tiraninho-pigmeu-de-barrete ou mosqueirinho-de-chapéu-preto (Myiornis atricapillus) é uma espécie de ave da família Tyrannidae.

## Distribuição e características
Esta espécie de ave se distribui pela Costa Rica, até o noroeste do Equador.
É uma das menores aves Passeriformes, mede 6,5 cm e pesa somente 5,2 g. A fêmea incuba dois ovos de cor marrom durante 16 dias, se alimentam de pequenos insetos. Vivem em ninhos pendentes com forma de bolsa, medem uns 15 cm e a entrada é lateral e redonda.